# Domléger-Longvillers
Domléger-Longvillers is een gemeente in het Franse departement Somme (regio Hauts-de-France) en telt 267 inwoners (1999). De plaats maakt deel uit van het arrondissement Abbeville.

## Geografie
De oppervlakte van Domléger-Longvillers bedraagt 8,9 km², de bevolkingsdichtheid is 30,0 inwoners per km².
De onderstaande kaart toont de ligging van Domléger-Longvillers met de belangrijkste infrastructuur en aangrenzende gemeenten.

## Demografie
Onderstaande figuur toont het verloop van het inwonertal (bron: INSEE-tellingen).